# Європеїзм
Європе́йські ці́нності (іноді Європеї́зм) – це норми та цінності, які є спільними для європейців і які виходять за межі національної чи державної ідентичності. Крім сприяння європейській інтеграції, ця доктрина також забезпечує основу для аналізу, який характеризує європейську політику, економіку та суспільство як відображення спільної ідентичності; це часто асоціюється з правами людини, виборчою демократією та верховенством права.